# ZEN (お笑い)
ZEN（ぜん）は、イーグルとタイガーによる日本のお笑いコンビ。所属事務所はワタナベエンターテインメント。普段は超新塾として5人組グループでも活動している。旧名称は禅（読みは同じ）。

## メンバー
- イーグル 溝神（髭のない方、本名:溝上 洋次、1975年10月4日 - ）旧芸名は新塾イーグル
  - 兵庫県出身。O型。
  - 大阪NSC13期生

- タイガー 福田（髭のある方、本名:福田 善計、1975年10月2日 - ）旧芸名は新塾タイガー
  - 岡山県出身。O型。
  - 大阪NSC13期生（卒業後に15期にも入学）
  - エンタの神様でマグロのネタを披露した際に体の骨を折った。（エンタの神様HPより）
  - 超新塾ではサングラスをかけているが、ZENではかけていない。

## ネタ
- 「空想ショートコント」と題したショートコントを行う。
- 実際にはありえない舞台を設定し、これを体で表現する。「リレーのバトンがダイナマイト」「服をすられる人」「地上100階建てのビルから落ちたが奇跡的に生還した人」など。
- コントの舞台から常識的な合理性が失われているという点は禅宗の公案にもある意味で似ている。
- ネタの際には2人共、紺の作務衣を着用している。背中には「禅」と書かれている。

## その他
- （超新塾としての活動が主立っているためか）禅（ZEN）というコンビ名はエンタの神様だけの芸名と勘違いされることがあるが、WEL〜ワタナベエンターテインメントライブ〜等にも禅（ZEN）として出演しているためそうではない。
- 同番組では好評だが、他番組への出演は超新塾との活動の兼ね合いもあり非常に稀。『お笑いメリーゴーランド』では超新塾の他のメンバーが他の芸人とコラボネタを行なうと共に、禅（ZEN）のネタを披露した。「禅（ZEN）」以外の3人（DRAGONタカヤマ・サンキュー安富+・ブー藤原）は「この3人が後のTHE ALFEE」というネタを持っていた（後にタカヤマは脱退）。

TV以外ではYahoo!動画や前述のライブ等に出演している。
- 「さるひげさん」という地球をなんかえ～感じにするためにやってきた謎の生物（丸く切り抜いた厚紙をタイガーの口周りにあて、目のシールを付けてキャラクターのようにしている）のネタがある。

## 出演番組
- エンタの神様（日本テレビ）キャッチコピーは「匠の空想職人」
- エンタの天使（日本テレビ）キャッチコピーは「匠の空想職人」
- お笑いメリーゴーランド（TBS、2009年1月6日）
- 新世紀ネタキング決定戦（TOKYO MX、2010年11月25日）
- 爆生レッドカーペット（フジテレビ、2012年2月18日）キャッチコピーは「バカなことやります」
- ピラメキーノ（テレビ東京、2012年3月5日より）
- ZIP!（日本テレビ、2014年3月17日）

## DVD
- 禅DVD『ばか処』